# Hellmut Homberg
Pour les articles homonymes, voir Homberg.
Hellmut Homberg est un ingénieur civil allemand né à Barmen (actuellement Wuppertal) le 5 septembre 1909, et mort à Hagen, Rhénanie-du-Nord-Westphalie, le 7 juillet 1990 .

## Biographie
Hellmut Homberg est né dans une famille d'entrepreneurs. Il a étudié à la Technischen Hochschule de Darmstadt, à la Technischen Hochschule de Hanovre, puis à la Technischen Hochschule de Berlin en génie civil où ses professeurs ont été August Hertwig et Franz Dischinger. Il est sorti major de sa promotion à la Technischen Hochschule Berlin.
Il a ensuite travaillé pendant deux ans avec Arnold Agatz sur des projets de fondations, hydrauliques et d'installations portuaires. Il obtient son doctorat en 1938 avec une thèse sur le calcul des batardeaux (Fängedämmen). La même année, il fonde une société d'ingénierie indépendante.
Pendant les années qui suivent, sa société va se consacrer essentiellement à des études de ponts. Homberg a participé à de nombreux concours en conception et réalisation, dont un grand nombre de ponts à haubans, tant en Allemagne qu'en dehors, pour lesquels il a développé et appliqué le premier le haubanage multiple placé le plan vertical longitudinal dans l'axe du pont.

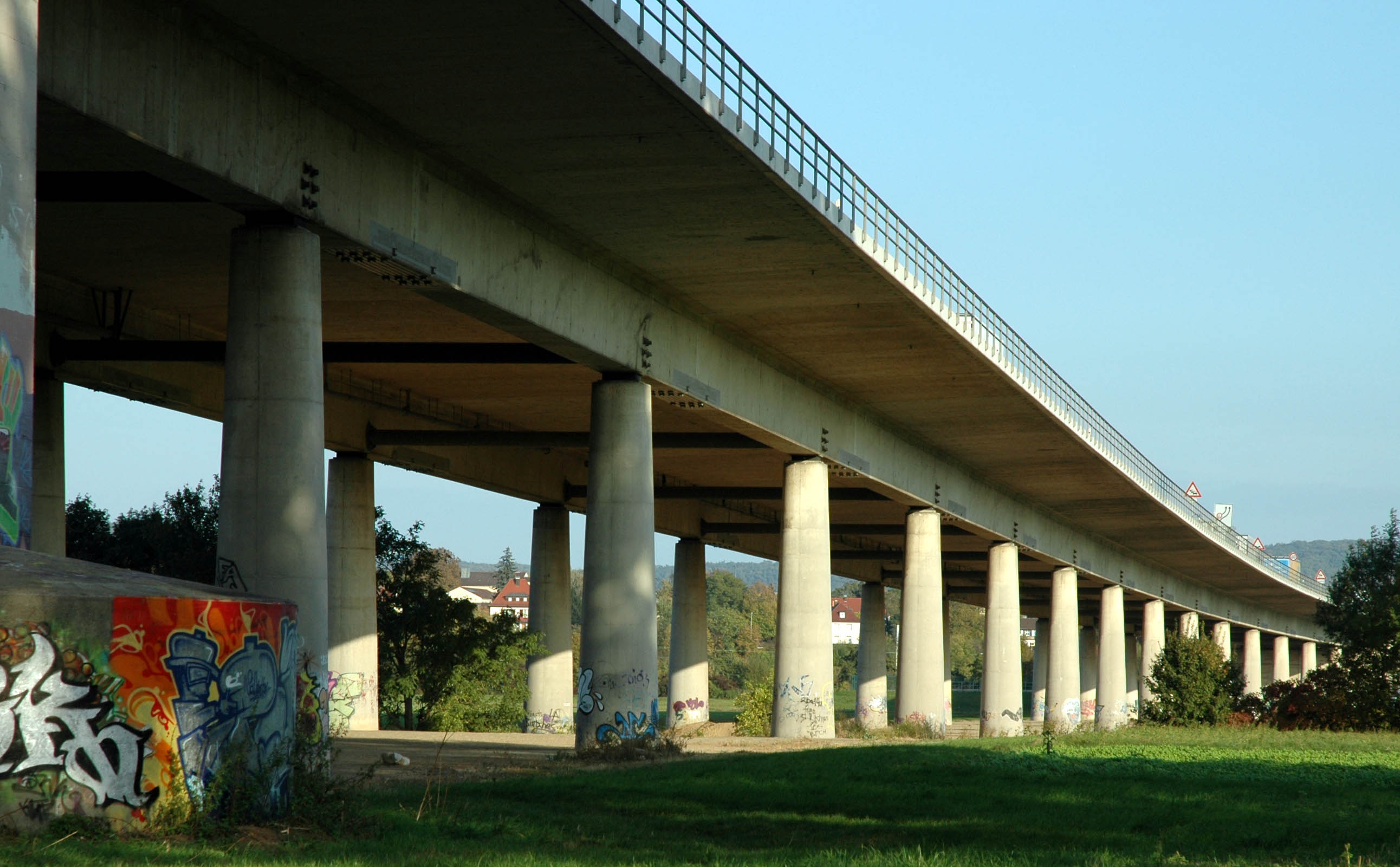
Viaduc du Neckar, à Neckarsulm, sur l'autoroute A6

Il a aussi écrit plusieurs ouvrages théoriques ainsi que les tables associées pour le dimensionnement de parties tabliers, en particulier pour les dalles nervurées, appelées aussi dalles Homberg. Ce sont des ouvrages de référence pour la conception des ponts. En particulier, il s'est particulièrement intéressé aux ponts en béton précontraint conçus en dalles nervurées (constituées de deux ou trois poutres en T) sans aucune entretoise transversale.
Le viaduc du Neckar, au sud de Neckarsulm, sur l'autoroute A6 est un des ouvrages de ce type. Le tablier a 30 m de largeur, la distance entre les axes des nervures longitudinales est de 16,25 m et leur hauteur est de 3 m, les travées ont de 36 m de portée.

## Quelques ponts
- 1952 : Pont de Rodenkirchen, pont suspendu
- 1959 : Pont en arc au-dessus de la Blombach près de Wuppertal (Blombachtalbrücke)
- 1963 : Pont autoroutier de Moorfleet sur l'Elbe, à Hambourg (Norderelbebrücke Hamburg)
- 1965 : Pont à haubans sur le Rhin à Leverkusen
- 1965 : Pont suspendu dus le Rhin à Emmerich
- 1967 : Pont à haubans Friedrich-Ebert à Bonn (ou pont sur le Rhin Bonn-Nord)
- 1967 : Pont sur le Rhin entre Rees et Kalkar
- 1967 : Viaduc du Neckar sur l'autoroute A6, au sud de Neckarsulm
- 1969 : Pont Masséna, Paris
- 1978 : Pont sur le Rhin de Neuwied (Raiffeisenbrücke)
- 1978 : Pont de Godsheide sur le canal Albert, à Godsheide près de Hasselt
- 1982 : Pont de Kessock, sur le  Beauly Firth à Inverness, Écosse
- 1987 : Pont Rama IX (Pont sur la Chao Phraya), Bangkok
- 1991 : Pont Élisabeth-II à Dartford

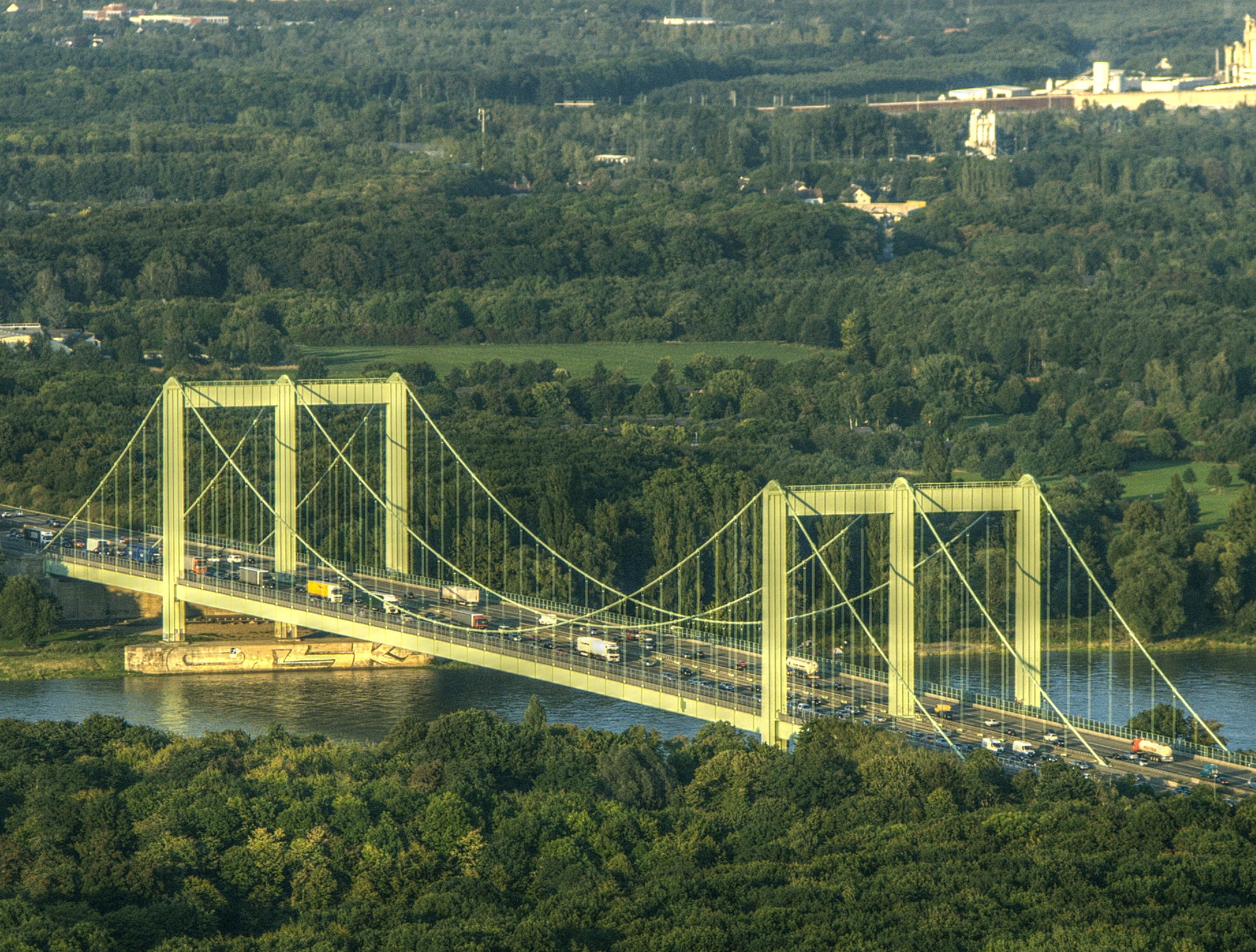
Pont de Rodenkirchen
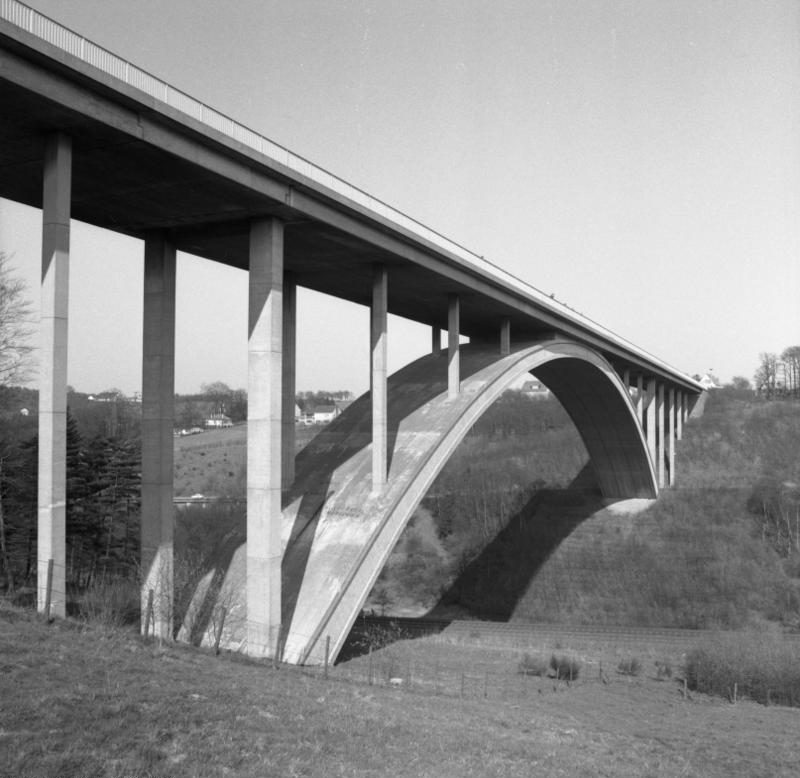
Pont sur la Blombach
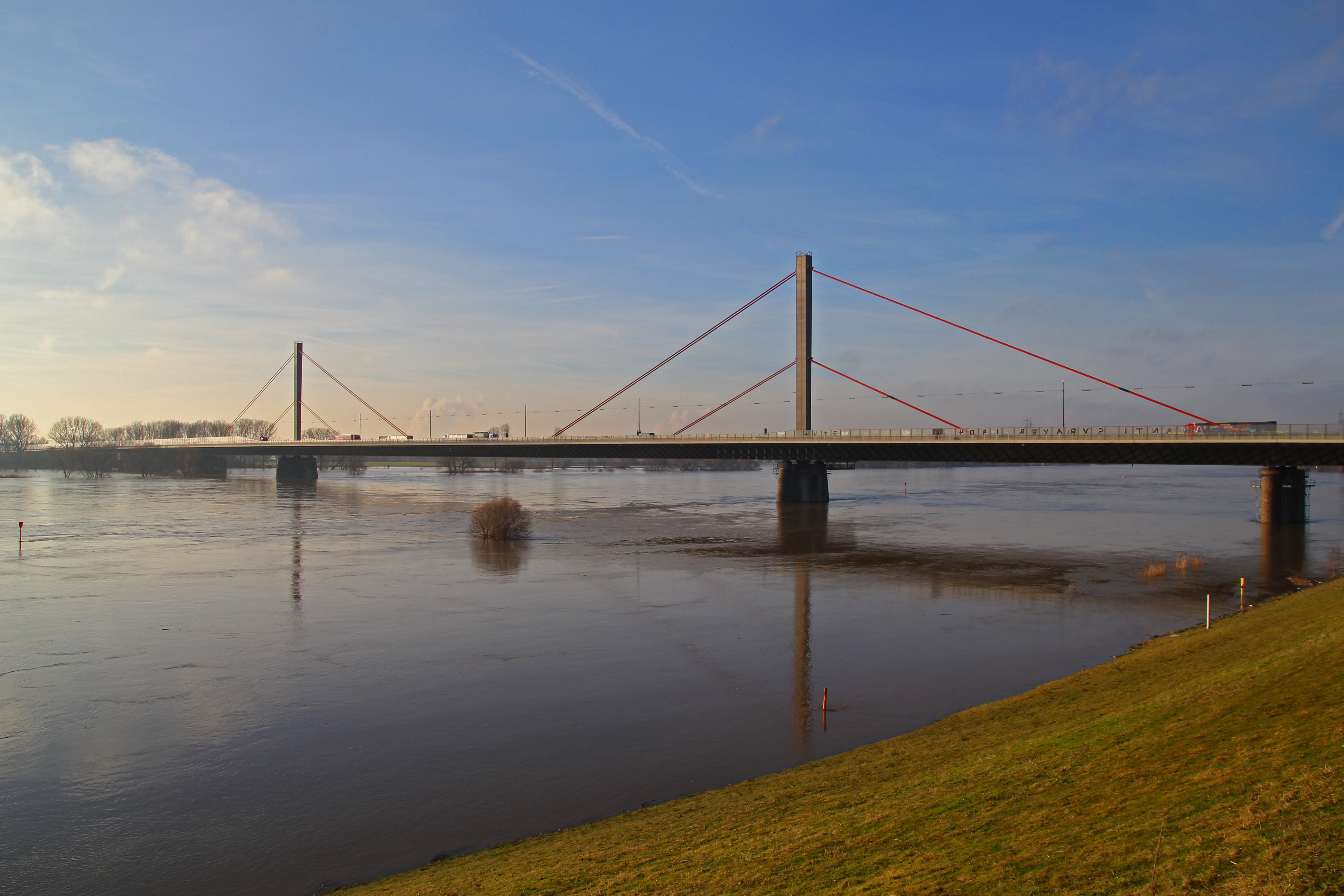
Ponts sur le Rhin à Leverkusen
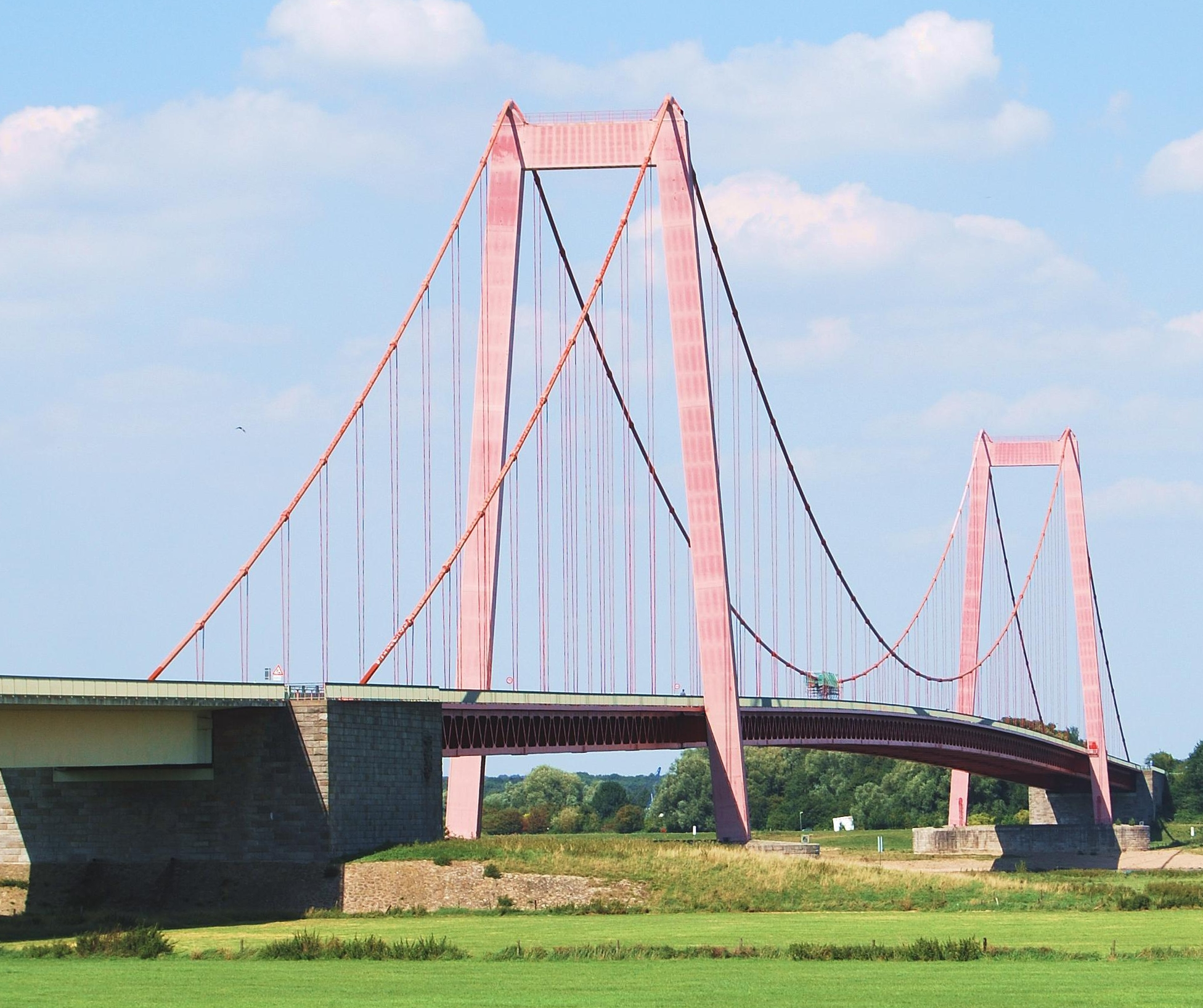
Pont sur le Rhin à Emmerich
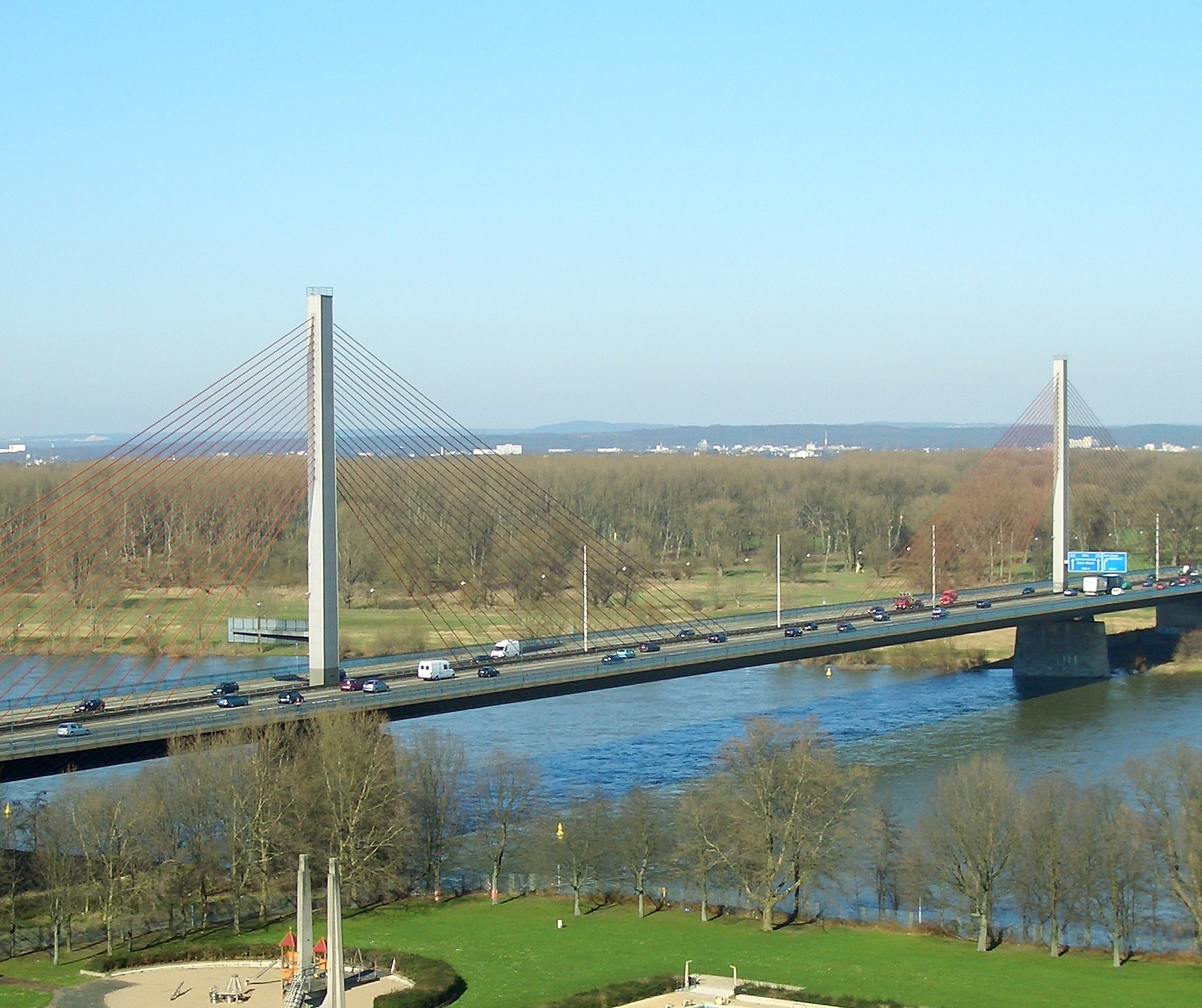
Pont Friedrich Ebert à Bonn
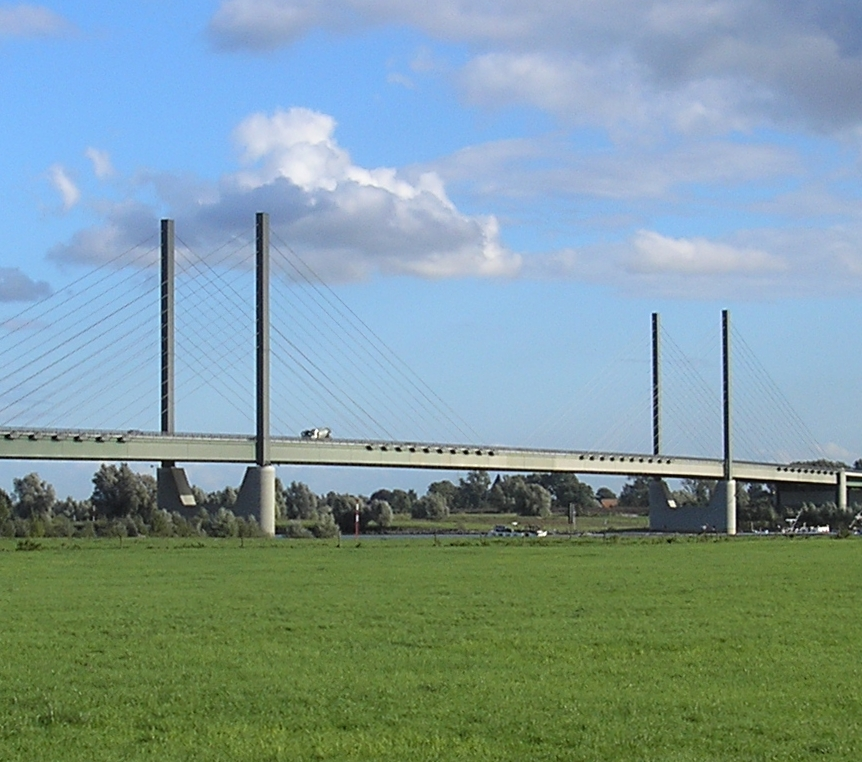
Pont sur le Rhin entre Rees et Kalkar

Pont Masséna au-dessus des voies ferrées de la gare d'Austerlitz
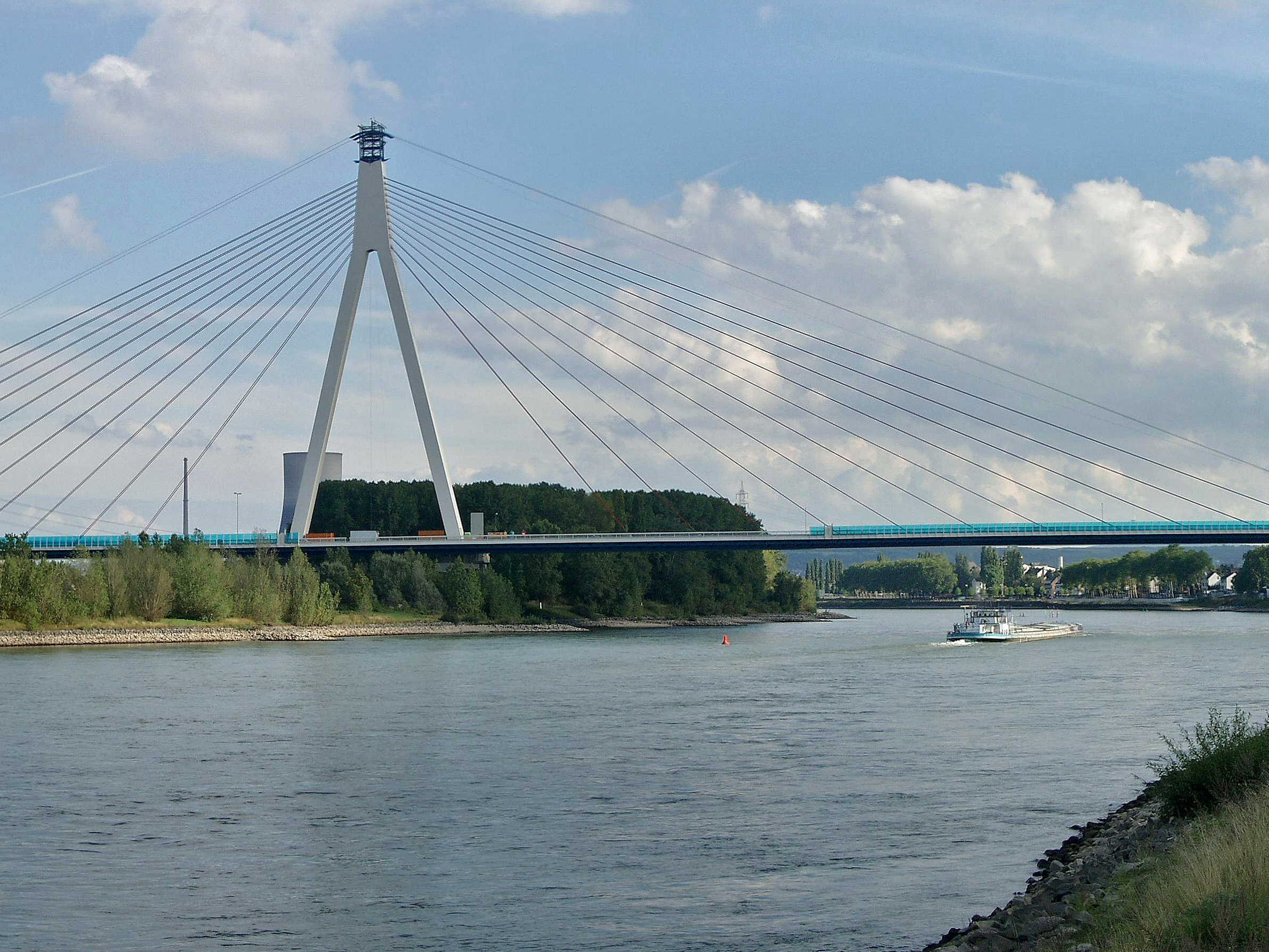
Pont sur le Rhin de Neuwied
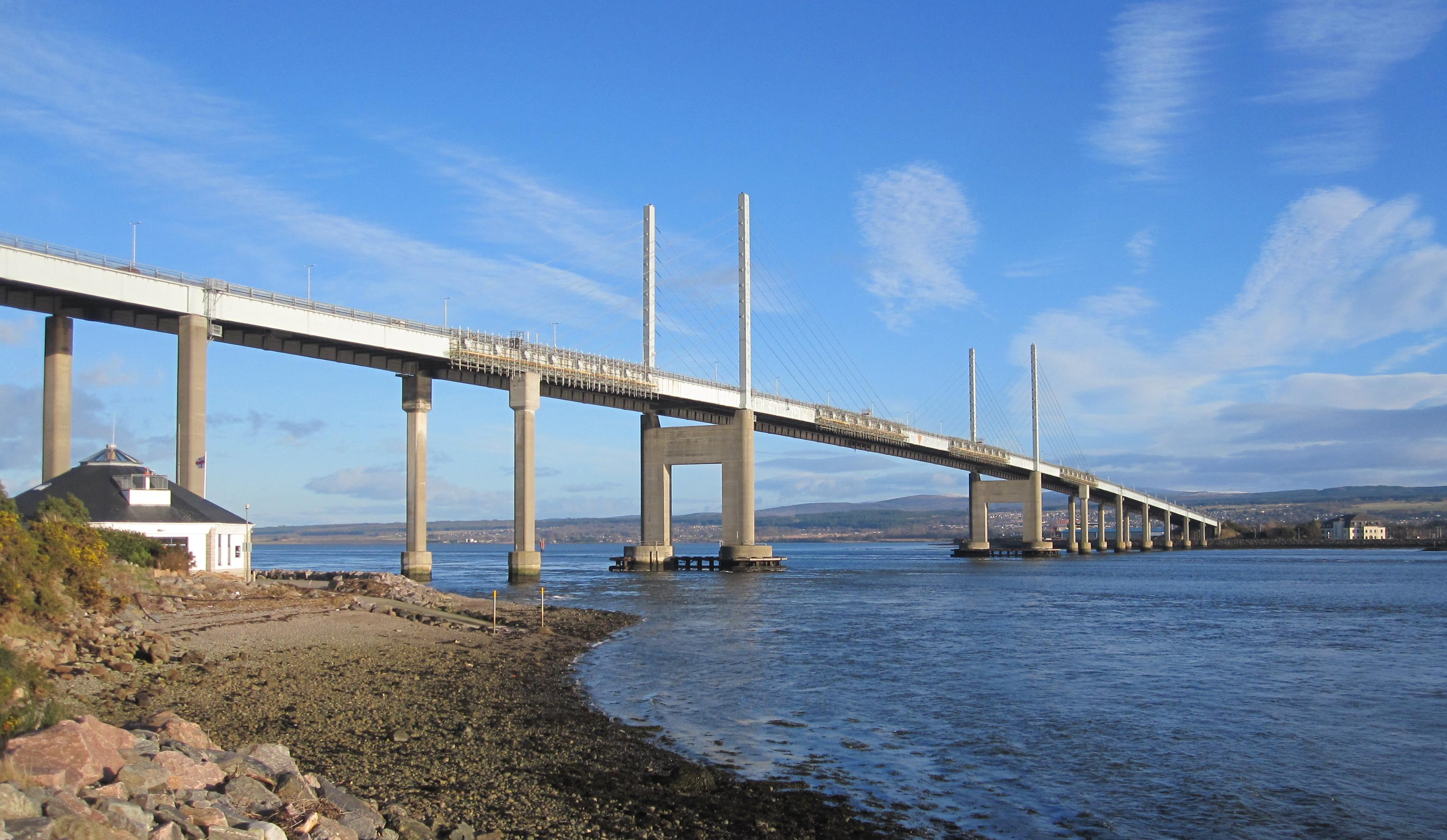
Pont de Kessock
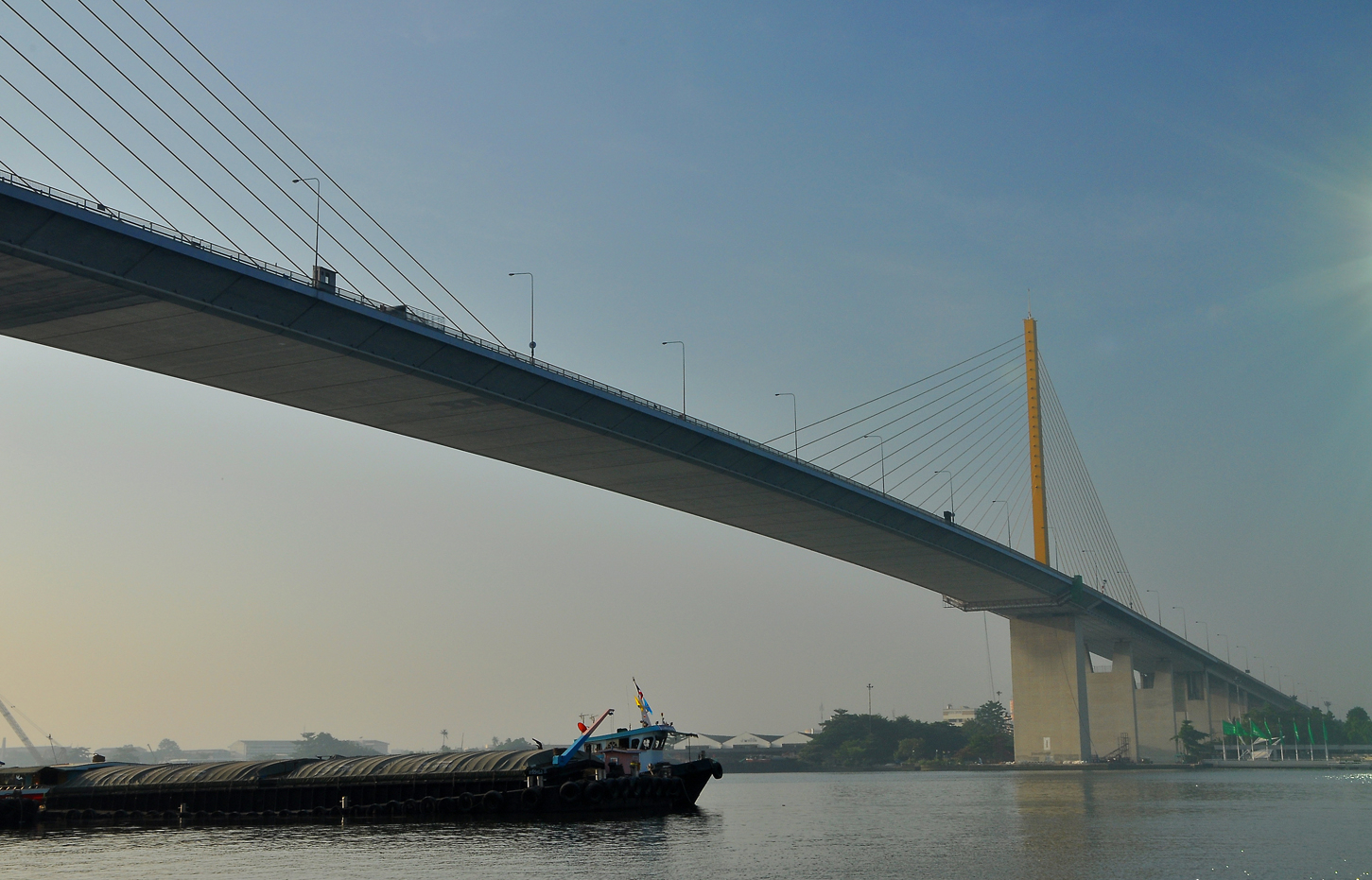
Pont Rama-IX, à Bangkok
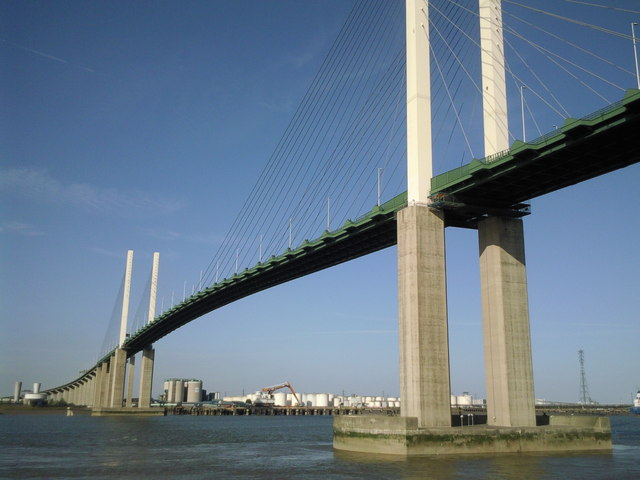
Pont Élisabeth-II à Dartford

## Publications
- Fahrbahnplatten mit veränderlicher Dicke, Volumes 1 et 2, Springer, Berlin, 1965 et 1968
- Dalles d'épaisseur variable, Dunod, Paris, 1972
- Double Webbed Slabs / Dalles Nervurées / Platten mit zwei Stegen, Springer, Berlin, 1973  (ISBN 978-3-642-52181-2)